# Mastrus
Mastrus är ett släkte av steklar som beskrevs av Förster 1869. Mastrus ingår i familjen brokparasitsteklar.

## Dottertaxa tillMastrus, i alfabetisk ordning[1][2]
- Mastrus aciculatus
- Mastrus albiscapus
- Mastrus albobasalis
- Mastrus annulatus
- Mastrus atricornis
- Mastrus autumnalis
- Mastrus boreaphilus
- Mastrus carpocapsae
- Mastrus clausus
- Mastrus costalis
- Mastrus deminuens
- Mastrus ecornutus
- Mastrus extensor
- Mastrus fukaii
- Mastrus fumipennis
- Mastrus gravipunctor
- Mastrus hydrophilus
- Mastrus ineditus
- Mastrus intermedius
- Mastrus laplantei
- Mastrus longicauda
- Mastrus longulus
- Mastrus mandibularis
- Mastrus melanocephalus
- Mastrus molestae
- Mastrus montanus
- Mastrus mucronatus
- Mastrus nigridens
- Mastrus oshimensis
- Mastrus parviceps
- Mastrus pastranai
- Mastrus pictipes
- Mastrus pilifrons
- Mastrus polychrosidis
- Mastrus ridibundus
- Mastrus rubitergator
- Mastrus rubricornis
- Mastrus rufipes
- Mastrus rufobasalis
- Mastrus rufulus
- Mastrus sanguinatorius
- Mastrus silbernageli
- Mastrus smithii
- Mastrus sordipes
- Mastrus subspinosus
- Mastrus sugiharai
- Mastrus takadai
- Mastrus tenuibasalis
- Mastrus tenuicosta
- Mastrus varicoxis